# Microsoft Dynamics CRM
Microsoft Dynamics CRM es una herramienta de software para Gestión de las Relaciones con Clientes, en inglés Customer Relationship Management, desarrollado por Microsoft. Forma parte de la familia de software empresarial Microsoft Dynamics.
La versión actual de Microsoft Dynamics CRM es 2016.

## Historia
- Microsoft Dynamics CRM v1.0 fue liberado en enero de 2002, siendo unos de los primeros productos que pasarían a componer la familia Microsoft Business Solutions (ahora conocida como Microsoft Dynamics) y unos de los pocos que Microsoft desarrolló desde cero usando Microsoft .Net Framework y no como en el caso de los ERP Dynamics NAV, AX y GP que se crearon mediante la adquisición de otras compañías.
- Las dos primeras versiones de Microsoft Dynamics CRM, v1.0 y v1.2 (Octubre de 2003), no fueron demasiado populares siendo la versión 3.0 (liberada en diciembre de 2005) la que consolidó Microsoft Dynamics CRM en el mercado. De hecho la versión 2.0 nunca llegó a existir ya que el equipo de desarrollo decidió invertir un mayor tiempo y esfuerzo del planeado en mejorar la versión 1.2 y cuando terminaron su desarrollo decidieron saltarse el número 2 en la lista de versiones  ..
- Las novedades más importantes de la versión 3.0 sobre la 1.2 son la facilidad para personalizar y extender Microsoft Dynamics CRM con las mejoras introducidas en la personalización de entidades y el SDK de desarrollo. Además también de pasar de usar Crystal Reports a Microsoft SQL Server Reporting Services para la creación de informes, búsqueda avanzada, integración de servicios web, herramientas de marketing, y soporte para la integración de correo electrónico con Exchange.
- La versión 4.0 de Microsoft Dynamics CRM liberada en enero de 2008 e introduce mejoras profundas en la plataforma de la aplicación orientadas sobre todo a proporcionar la capacidad de alojar múltiples organizaciones (Multi-Tenant) en un mismo despliegue del producto. Por ejemplo permite que una empresa pueda tener dos despliegues de Microsoft Dynamics CRM con distintas personalizaciones y configuraciones pero compartiendo los mismos recursos hardware y software. Otras novedades incluyen la actualización del motor de Workflows para utilizar Windows Workflow Foundation, actualización del SDK a Microsoft .Net Framework 2.0, la revisión del modelo de plug-ins para aumentar sus posibilidades además de la capacidad de ejecución asíncrona, y mayor flexibilidad en la personalización de entidades y relaciones.
- Como parte de la versión 4.0 Microsoft también introdujo Microsoft Dynamics CRM Online, que consiste en ofrecer Microsoft Dynamics CRM en un modelo de software como servicio alojado por la propia Microsoft en sus centros de datos.
- El año 2011 Microsoft lanzó la versión Dynamics CRM 2011 (o versión 5.0), mejorando funcionalidades de la versión anterior, y dando muchas más opciones de personalización y así adaptarla a cada rubro del mercado.
- El 2013 se libera la versión Microsoft Dynamics CRM 2013, la cual trae un cambio radical en el aspecto visual, se modifica completamente el "look and feel" del sistema, y además agrega funcionalidades nuevas al sistema.